# وسيم هدهد
وسيم هدهد هو برنامج مصري ساخر ينتقض الأحول في مصر إذا ما استمر حكم الإخوان المسلمين لأربعون عاما وتم التصوير قبيل مظاهرات 30 يونيو في مصر بينما عرض بعدها ويقدمة أكرم حسني بشخصية وسيم هدهد الخيالية البالغ من العمر 63 عاما على أساس أن البرنامج عرض في عام 2053.

## الحلقات
| - المقدمة - الفن - تقسيم مصر - المسئولية - التعليم - التحرش | - المهن المنقرضة - الامن والامان - الزواج - الكهرباء - قطر - الكرامة | - الحب - الشفونية - الاعلام - السياحة - السلع والمنتجات - الماء | - الانتخابات - الكسل - الامتحانات - الصحة - الرجولة |